# Mas Pujol
El Mas Pujol és una masia del segle xiv modernitzada en els anys 1950-60 al municipi de Sallent (Bages). Tot i les reforme modernes encara conserva l'estructura i la distribució antiga de la genuïna masia. La part més interessant és la inferior, semisoterrani, que feia funcions de celler i que actualment és un corral; aquí cal destacar els arcs gòtics d'una gran bellesa i esveltesa. Té dos pisos i unes golfes. Les obertures són modernes.